# NGC 6257
NGC 6257 (другие обозначения — ZWG 225.12, PGC 59274) — галактика в созвездии Геркулес.
Этот объект входит в число перечисленных в оригинальной редакции «Нового общего каталога».